# Eryngiophyllum
Eryngiophyllum là một chi thực vật có hoa trong họ Cúc (Asteraceae).

## Loài
Chi Eryngiophyllum gồm các loài: